# Стордаль, Йостен
Йо́стен Сто́рдаль (норв. Jostein Stordahl; род. 20 мая 1966, Шеберг, Эстфолл) — норвежский кёрлингист на колясках.
В составе сборной Норвегии участник зимних Паралимпийских игр 2010, 2010, 2018 и 2022 годов. Четырёхкратный чемпион мира.
Играет на позиции четвёртого. Скип команды.

## Достижения
- Зимние Паралимпийские игры: серебро (2018).
- Чемпионат мира по кёрлингу на колясках: золото (2007, 2008, 2017, 2024), серебро (2016), бронза (2011).

## Команды
| Сезон                                        | Четвёртый       | Третий               | Второй               | Первый             | Запасной                                     | Турниры             |
| -------------------------------------------- | --------------- | -------------------- | -------------------- | ------------------ | -------------------------------------------- | ------------------- |
| 2006—07                                      | Руне Лорентсен  | Гейр Арне Скогстад   | Йостен Стордаль      | Lene Tystad        | Trine Fissum тренер: Thoralf Hognestad       | ЧМК 2007            |
| 2007—08                                      | Руне Лорентсен  | Йостен Стордаль      | Гейр Арне Скогстад   | Lene Tystad        | Анне Метте Самдаль тренер: Thoralf Hognestad | ЧМК 2008            |
| 2008—09                                      | Руне Лорентсен  | Гейр Арне Скогстад   | Йостен Стордаль      | Анне Метте Самдаль | Lene Tystad тренер: Thoralf Hognestad        | ЧМК 2009 (7 место)  |
| 2009—10                                      | Руне Лорентсен  | Йостен Стордаль      | Гейр Арне Скогстад   | Lene Tystad        | Анне Метте Самдаль тренер: Per Christensen   | ЗПИ 2010 (9 место)  |
| 2010—11                                      | Руне Лорентсен  | Йостен Стордаль      | Tone Edvardsen       | Терье Рафдаль      | Runar Bjørnstad тренер: Thoralf Hognestad    | ЧМК 2011            |
| 2011—12                                      | Руне Лорентсен  | Йостен Стордаль      | Терье Рафдаль        | Сиссель Локен      | Per Fagerhøi тренер: Thoralf Hognestad       | ЧМК 2012 (9 место)  |
| 2012—13                                      | Руне Лорентсен  | Йостен Стордаль      | Сиссель Локен        | Терье Рафдаль      | Оле Фредрик Сиверсен                         | ЧМК 2013 (10 место) |
| 2013—14                                      | Руне Лорентсен  | Йостен Стордаль      | Анне Метте Самдаль   | Терье Рафдаль      | Сиссель Локен тренер: Оле Ингвальдсен        | ЗПИ 2014 (8 место)  |
| 2014—15                                      | Руне Лорентсен  | Йостен Стордаль      | Оле Фредрик Сиверсен | Сиссель Локен      | Gina Kristin Brøndbo тренер: Per Andreassen  | ЧМК 2015 (10 место) |
| 2015—16                                      | Руне Лорентсен  | Йостен Стордаль      | Оле Фредрик Сиверсен | Сиссель Локен      | Jan-Erik Hansen тренер: Per Andreassen       | ЧМК 2016            |
| 2016—17                                      | Руне Лорентсен  | Йостен Стордаль      | Оле Фредрик Сиверсен | Сиссель Локен      | Рикке Иверсен тренер: Петер Дальман          | ЧМК 2017            |
| 2017—18                                      | Руне Лорентсен  | Йостен Стордаль      | Оле Фредрик Сиверсен | Сиссель Локен      | Рикке Иверсен тренер: Петер Дальман          | ЗПИ 2018            |
| 2018—19                                      | Руне Лорентсен  | Йостен Стордаль      | Оле Фредрик Сиверсен | Сиссель Локен      | Рикке Иверсен тренер: Петер Дальман          | ЧМК 2019 (4 место)  |
| 2019—20                                      | Йостен Стордаль | Оле Фредрик Сиверсен | Гейр Арне Скогстад   | Сиссель Локен      | Рикке Иверсен тренер: Петер Дальман          | ЧМК 2020 (5 место)  |
| 2020—21                                      | Йостен Стордаль | Оле Фредрик Сиверсен | Гейр Арне Скогстад   | Сиссель Локен      | Миа Свеберг тренер: Петер Дальман            | ЧМК 2021 (7 место)  |
| 2021—22                                      | Йостен Стордаль | Оле Фредрик Сиверсен | Гейр Арне Скогстад   | Сиссель Локен      | Миа Свеберг тренер: Петер Дальман            | ЗПИ 2022 (7 место)  |
| 2022—23                                      | Йостен Стордаль | Оле Фредрик Сиверсен | Гейр Арне Скогстад   | Миа Ларсен Свеберг | Ingrid Djupskaas тренер: Петер Дальман       | ЧМК 2023 (7 место)  |
| 2023—24                                      | Йостен Стордаль | Гейр Арне Скогстад   | Оле Фредрик Сиверсен | Миа Ларсен Свеберг | Ingrid Djupskaas тренер: Петер Дальман       | ЧМК 2024            |
| 2024—25                                      | Йостен Стордаль | Гейр Арне Скогстад   | Оле Фредрик Сиверсен | Миа Ларсен Свеберг | Ingrid Djupskaas тренер: Петер Дальман       | ЧМК 2025 (6 место)  |
| Кёрлинг для смешанных команд (mixed curling) |                 |                      |                      |                    |                                              |                     |
| 2022—23                                      | Йостен Стордаль | Гейр Арне Скогстад   | Миа Свеберг Ларсен   | Петер Дальман      |                                              | ЧНСК 2023 (6 место) |
| 2024—25                                      | Йостен Стордаль | Grethe Brenna        | Гейр Арне Скогстад   | Ingrid Djupskås    | Петер Дальман                                | ЧНСК 2025 (6 место) |

(скипы выделены полужирным шрифтом)

## Другие виды спорта
Также представлял Норвегию в парусном спорте на летних Паралимпийских играх 1996, 2000, 2004 и 2008 годов.
| Год  | Класс                | Место |
| ---- | -------------------- | ----- |
| 1996 | Sonar - Disabled Men | 13    |
| 2000 | 2.4 Metre - Open     | 9     |
| 2004 | Sonar - Disabled Men | 11    |
| 2008 | Sonar - Disabled Men | 4     |